# Abdulá Sultan Alaryani
Abdulá Sultan Alaryani (12 de agosto de 1970) es un deportista emiratí que compite en tiro adaptado. Ganó cinco medallas en los Juegos Paralímpicos de Verano entre los años 2012 y 2020.

## Palmarés internacional
| Juegos Paralímpicos | Juegos Paralímpicos     | Juegos Paralímpicos | Juegos Paralímpicos                      |
| Año                 | Lugar                   | Medalla             | Prueba                                   |
| ------------------- | ----------------------- | ------------------- | ---------------------------------------- |
| 2012                | Londres (Reino Unido)   | Medalla de oro      | Rifle en posición tendida 50 m SH1 mixto |
| 2016                | Río de Janeiro (Brasil) | Medalla de plata    | Rifle en posición tendida 50 m SH1 mixto |
| 2016                | Río de Janeiro (Brasil) | Medalla de plata    | Rifle de aire de pie 10 m SH1            |
| 2016                | Río de Janeiro (Brasil) | Medalla de plata    | Rifle en tres posiciones 50 m SH1        |
| 2020                | Tokio (Japón)           | Medalla de oro      | Rifle en tres posiciones 50 m SH1        |